# Acestridium colombiense
Acestridium colombiense är en fiskart som beskrevs av Michael E. Retzer 2005. Acestridium colombiense ingår i släktet Acestridium och familjen Loricariidae. Inga underarter finns listade i Catalogue of Life.